# Калиджури, Даниэль
Даниэль Калиджури (нем. и итал. Daniel Caligiuri; род. 15 января 1988, Филлинген-Швеннинген) — итало-немецкий футболист, защитник и полузащитник. Младший брат футболиста Марко Калиджури.

## Биография
Четыре года, с 2001 по 2005, Калиджури провёл в клубе «Циммерн», летом 2005 года он перешёл в юношескую команду «Фрайбурга». За неё он выступал в Оберлиге Баден-Вюртемберг и в 2008 году сумел выйти в южную Регионаллигу.
Его дебют в Бундеслиге состоялся 7 ноября 2009 года в выездном матче против «Бохума», завершившимся победой гостей 2:1. Будучи игроком основного состава, Даниэль забил свой первый гол в Бундеслиге 10 февраля 2012 года в матче против «Вольфсбурга». В этот же период он стал основным пенальтистом команды.
В сезоне 2013/14 Калиджури перешёл в «Вольфсбург», заключив с ним контракт до 2017 года.
25 января 2017 года перешёл в «Шальке 04», сумма трансфера составила 2,5 миллиона евро, контракт рассчитан до 2020 года.

## Достижения
«Вольфсбург»
- Обладатель Кубка Германии: 2014/15
- Обладатель Суперкубка Германии: 2015